# الوثبة الكندية

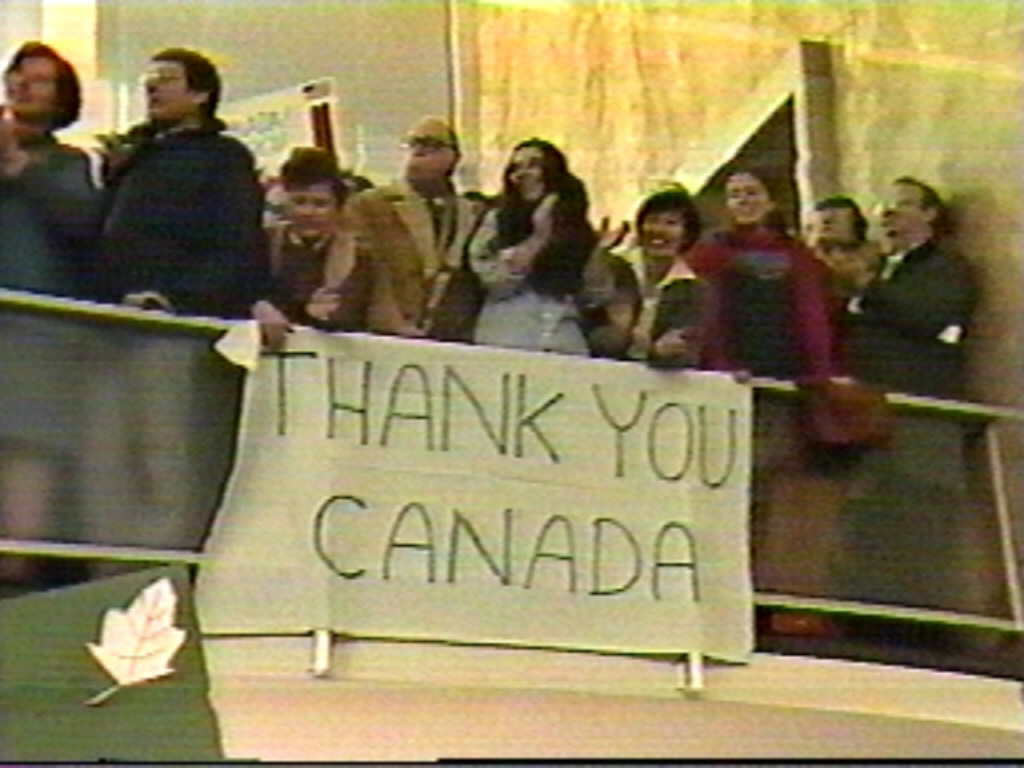
كان الأمريكيون ممتنين للمساعدة الكندية في إيواء وإنقاذ الدبلوماسيين الأمريكيين خلال أزمة رهائن إيران عام 1980.

الوثبة الكندية (الإنجليزية:Canadian Caper) هي عملية الإنقاذ السرية المشتركة الذي قامت به الحكومة الكندية ووكالة الاستخبارات المركزية لستة دبلوماسيين أمريكيين تهربوا من القبض عليهم أثناء الاستيلاء على سفارة الولايات المتحدة في طهران، إيران، في 4 نوفمبر 1979، بعد الثورة الإيرانية، عندما أخذ الطلاب الإسلاميون معظم موظفي السفارة الأمريكية كرهائن، مطالبين بإعادة الشاه المدعوم من الولايات المتحدة للمحاكمة.
عندما استولت الثورة الإيرانية، التي أطاحت بنظام محمد رضا بهلوي المدعوم من الولايات المتحدة، في أوائل عام 1979، سارع السفير الكندي كين تايلور وموظفو سفارته في طهران لإجلاء 850 عاملاً كنديًا من إيران. بعد الانتهاء من ذلك، قاموا بمعالجة الآلاف من طلبات الحصول على تأشيرات من الإيرانيين الراغبين في الفرار من البلاد. وفي الوقت نفسه، اقتحم مسلحون إسلاميون السفارة الأمريكية في 5 نوفمبر، واحتجزوا 66 أميركياً كرهائن. جعل حاكم إيران الجديد، آية الله الخميني، إطلاق سراحهم متوقفا على تسليم الشاه (الذي كان في مستشفى في نيويورك) إلى إيران. عندما تكشفت أزمة الرهائن الإيرانية، تم إطلاق 14 رهينة (نساء، أميركيون من أصل أفريقي، وشخص مريض بشكل خطير)، تاركين 52 أمريكيًا كرهائن.
بعد أن تم إيواء الدبلوماسيين من قبل البعثة البريطانية والموظفين الدبلوماسيين الكنديين، عملت الحكومتان الكندية والأمريكية على إستراتيجية لكسب هروبهما من خلال الخداع واستخدام جوازات السفر الكندية. شارك «الكابر» عملاء وكالة المخابرات المركزية (توني منديز وزميله المعروف باسم «خوليو» لهذا الحدث) في الانضمام إلى الدبلوماسيين الستة في طهران لتشكيل طاقم فيلم مزيف. زُعم أنه كان مكونًا من ستة كنديين، أحد الإيرلنديين وواحد من أمريكا اللاتينية، كانوا ينهون من البحث عن مكان ملائم لتصوير مشهد لفيلم خيال علمي اسمي آرغو. في صباح يوم الأحد، 27 يناير 1980، مر الحزب المكون من ثمانية أشخاص عبر مراقبة الجوازات، في مطار مهراباد في طهران، واستقل طائرة تابعة لشركة الخطوط الجوية السويسرية إلى زيوريخ وهرب من إيران.
نُشرت مقالة مكتوبة حول هذه الأحداث في Wired في عام 2007. تم استخدامها بشكل فضفاض كأساس لفيلم آرغو (2012)، الذي أثار هذه الأحداث دراماتيكية. الحائز على ثلاث جوائز أكاديمية وثلاث جوائز BAFTA ، بما في ذلك أفضل صورة، هو حساب خيالي للعملية.